# Романовка (Пономарьовський район)
Рома́новка (рос. Романовка) — село у складі Пономарьовського району Оренбурзької області, Росія.

## Населення
Населення — 391 особа (2010; 661 у 2002).
Національний склад (станом на 2002 рік):
- росіяни — 91 %